# Tom Ewell
Tom Ewell, pseudonimo di Samuel Yewell Tompkins (Owensboro, 29 aprile 1909 – Los Angeles, 12 settembre 1994), è stato un attore statunitense, vincitore di un Golden Globe per il ruolo di Richard Sherman, vicino di casa infatuatosi di Marilyn Monroe in Quando la moglie è in vacanza (1955) di Billy Wilder, personaggio che interpretò anche a Broadway nella versione teatrale e che gli valse un Tony Award.

## Biografia
Ewell iniziò a recitare dal 1928 in allestimenti teatrali estivi, e nel 1931 si trasferì a New York. Nel 1934 debuttò a Broadway nell'opera They Shall Not Die e nel 1940 fece una breve apparizione nel film Non desiderare la donna d'altri. Negli anni seguenti interpretò sia ruoli drammatici che comici dimostrando la propria versatilità sino a quando la sua carriera si interruppe per l'arruolamento durante la seconda guerra mondiale.
Ritornato alla vita civile al termine del conflitto, ricominciò a recitare ed entrò a far parte dell'Actor's Studio, al fianco di compagni come Montgomery Clift e Karl Malden. Nel 1947 ricevette il premio Clarence Derwent Award per le sue interpretazioni teatrali. Nel 1949 ottenne il ruolo del marito di Judy Holliday nel film La costola di Adamo, attirando così l'attenzione dell'industria cinematografica hollywoodiana.
Da quel momento Ewell affiancò al lavoro teatrale l'interpretazione di ruoli in film di successo come L'indossatrice (1950), al fianco di Lana Turner, e I guerriglieri delle Filippine (1950), con Tyrone Power. Ritornò alla commedia prendendo parte al musical Assedio d'amore (1950), che vide come protagonista Bing Crosby, per approdare al ruolo di co-protagonista con David Wayne nel film Marmittoni al fronte (1951).
Sin dal 1952 interpretò a Broadway il ruolo di Richard Sherman, marito irretito dalle grazie di un'avvenente vicina in una calda estate newyorkese, in Quando la moglie è in vacanza. Grazie al successo della commedia, vinse un Tony Award e, dopo tre anni e novecento repliche, nel 1955 riprese il medesimo ruolo nella versione cinematografica diretta dal regista Billy Wilder, al fianco di Marilyn Monroe. Nel 1956 il ruolo valse a Ewell il Golden Globe per il miglior attore in un film commedia o musicale. Il successo di Quando la moglie è in vacanza gli consentì di ottenere altre parti da protagonista in film come Gangster cerca moglie (1956), Mia moglie è di leva (1956) e Come svaligiare una banca (1958). Nel 1962 recitò nel film Tenera è la notte di Henry King, dal romanzo omonimo di Francis Scott Fitzgerald, interpretando il ruolo di Abe North, compositore alcolizzato, e nella commedia musicale Alla fiera per un marito di José Ferrer.
Sul finire degli anni cinquanta Ewell si affermò anche alla televisione, ottenendo il ruolo di protagonista nella serie La famiglia Potter. Nella seconda metà degli anni settanta apparve stabilmente nella serie poliziesca Baretta, che gli valse una candidatura agli Emmy Award per il ruolo di Billy Truman. Nel 1974 apparve in un'altra trasposizione cinematografica di un romanzo di Fitzgerald, Il grande Gatsby di Jack Clayton, ma questa volta in un ruolo secondario. All'inizio degli anni ottanta entrò a far parte del cast della serie Il meglio del west. Prima del definitivo ritiro dalle scene, comparve nel film comico Soldi facili (1983) di James Signorelli e recitò per l'ultima volta in un episodio de La signora in giallo (1986).
Morì il 12 settembre 1994 in California, all'età di 85 anni.

## Premi e riconoscimenti
Per il ruolo di Richard Sherman, Tom Ewell vinse:
- il Tony Award per il miglior attore in una commedia (1953)
- il Golden Globe per il miglior attore in un film commedia o musicale (1956)

Ottenne inoltre una nomination agli Emmy Award nel 1977 per il ruolo di Billy Truman nella serie televisiva Baretta.

## Filmografia parziale

### Cinema
- Non desiderare la donna d'altri (They Knew What They Wanted), regia di Garson Kanin (1940)
- La costola di Adamo (Adam's Rib), regia di George Cukor (1949)
- L'indossatrice (A Life of Her Own), regia di George Cukor (1950)
- I guerriglieri delle Filippine (American Guerrilla in the Philippines), regia di Fritz Lang (1950)
- Assedio d'amore (Mr. Music), regia di Richard Haydn (1950)
- Marmittoni al fronte (Up Front), regia di Alexander Hall (1951)
- Gianni e Pinotto al Polo Nord (Lost in Alaska), regia di Jean Yarbrough (1952)
- Quando la moglie è in vacanza (The Seven Year Itch), regia di Billy Wilder (1955)
- Mia moglie è di leva (The Lieutenant Wore Skirts), regia di Frank Tashlin (1956)
- Gangster cerca moglie (The Girl Can't Help It), regia di Frank Tashlin (1956)
- Come svaligiare una banca (A Nice Little Bank That Should Be Robbed), regia di Henry Levin (1958)
- Tenera è la notte (Tender Is the Night), regia di Henry King (1962)
- Alla fiera per un marito (State Fair), regia di José Ferrer (1962)
- Supponiamo che dichiarino la guerra e nessuno ci vada (Suppose They Gave a War and Nobody Came?), regia di Hy Averback (1970)
- Chi ha ucciso Jenny? (They Only Kill Their Masters), regia di James Goldstone (1972)
- Il grande Gatsby (The Great Gatsby), regia di Jack Clayton (1974) - non accreditato
- Soldi facili (Easy Money), regia di James Signorelli (1983)

### Televisione
- Lights Out – serie TV, episodio 4x09 (1951)
- Alfred Hitchcock presenta (Alfred Hitchcock Presents) – serie TV, episodio 1x10 (1955)
- The Alcoa Hour – serie TV, episodio 1x11 (1956)
- General Electric Theater – serie TV, episodio 8x06 (1959)
- La famiglia Potter (The Tom Ewell Show) – serie TV, 32 episodi (1960-1961)
- The Dick Powell Show – serie TV, episodio 2x14 (1963)
- La legge di Burke (Burke's Law) – serie TV, episodio 2x27 (1965)
- Il virginiano (The Virginian) – serie TV, episodio 9x04 (1970)
- Baretta – serie TV, 44 episodi (1975-1978)
- Fantasilandia (Fantasy Island) – serie TV, un episodio (1978)
- Il meglio del west (Best of the West) – serie TV, 22 episodi (1981-1982)
- La signora in giallo (Murder, She Wrote) – serie TV,  episodio 2x13 (1986)

## Doppiatori italiani
- Stefano Sibaldi in Gangster cerca moglie, Gianni e Pinotto al Polo Nord, L'indossatrice, Marmittoni al fronte, Mia moglie è di leva, Quando la moglie è in vacanza
- Carlo Romano in La costola di Adamo
- Augusto Marcacci in I guerriglieri delle Filippine
- Lauro Gazzolo in Assedio d'amore
- Nando Gazzolo in Come svaligiare una banca
- Oreste Lionello in Tenera è la notte
- Mario Pisu in Alla fiera per un marito
- Alessandro Sperlì in Baretta
- Valerio Ruggeri in La signora in giallo